# Andira fraxinifolia
Andira fraxinifolia är en ärtväxtart som beskrevs av George Bentham. Andira fraxinifolia ingår i släktet Andira och familjen ärtväxter. IUCN kategoriserar arten globalt som livskraftig.

## Underarter
Arten delas in i följande underarter:
- A. f. fraxinifolia
- A. f. lanceata
- A. f. latifoliolata
- A. f. rosea

## Bildgalleri

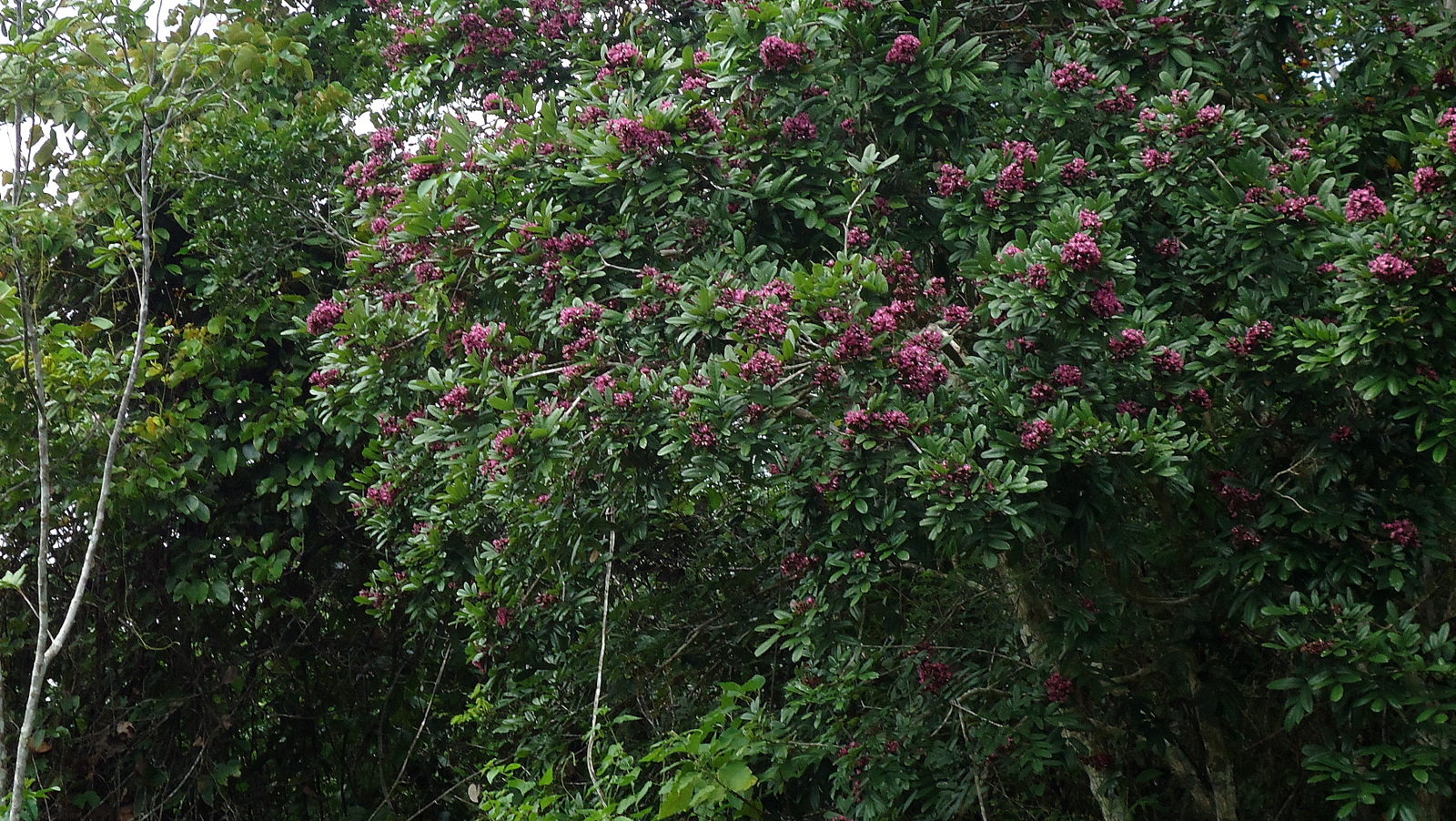
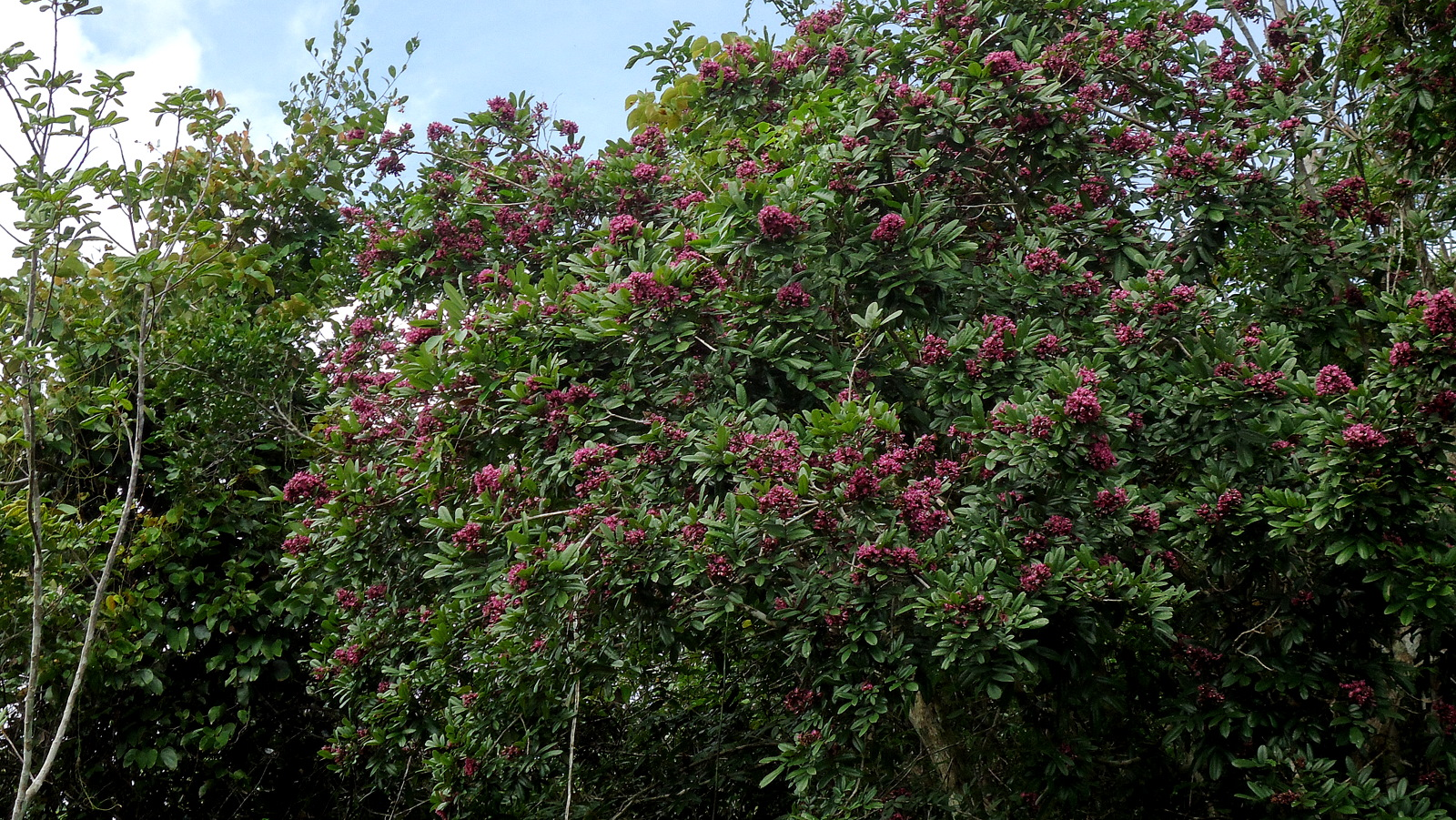
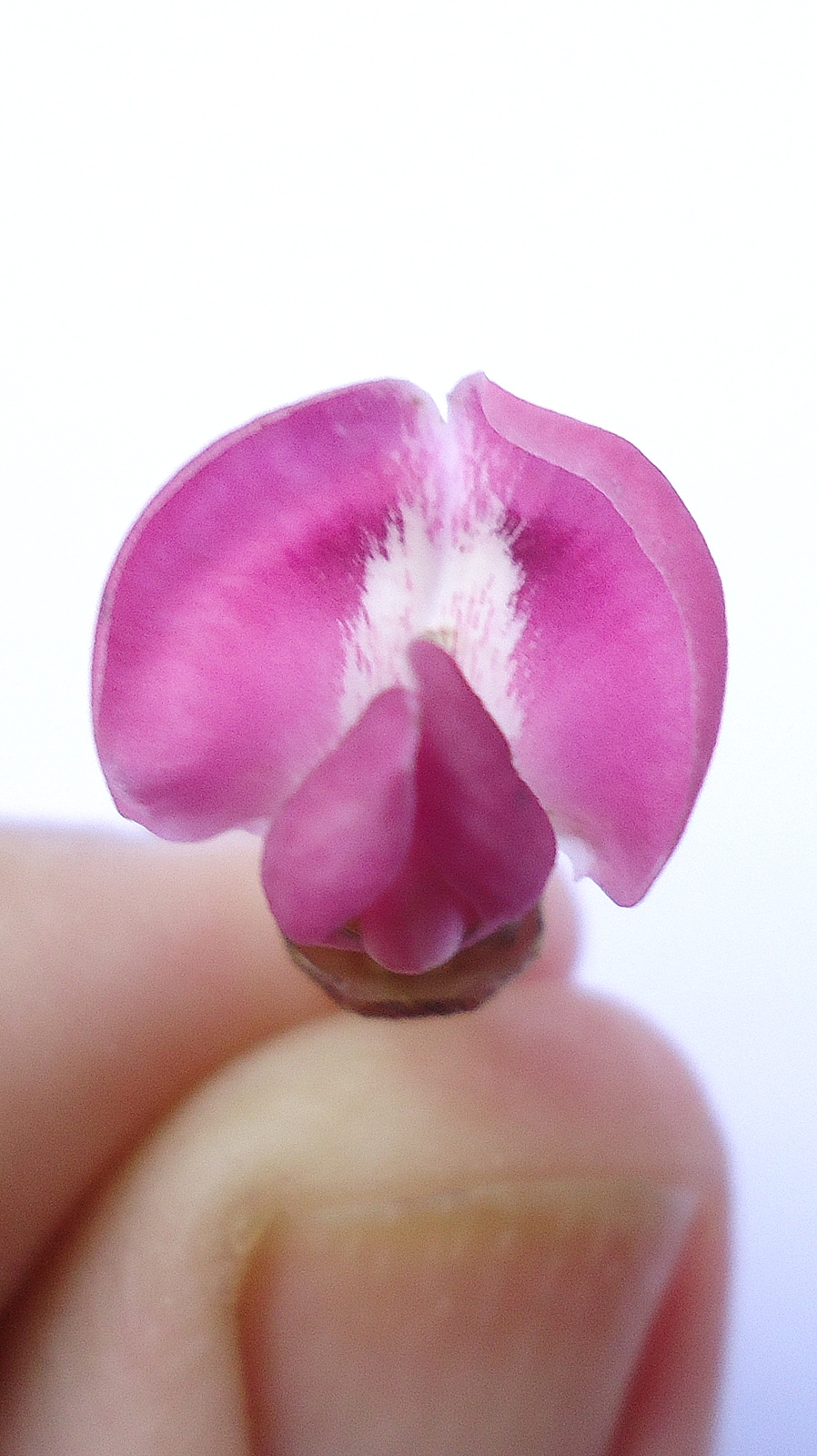
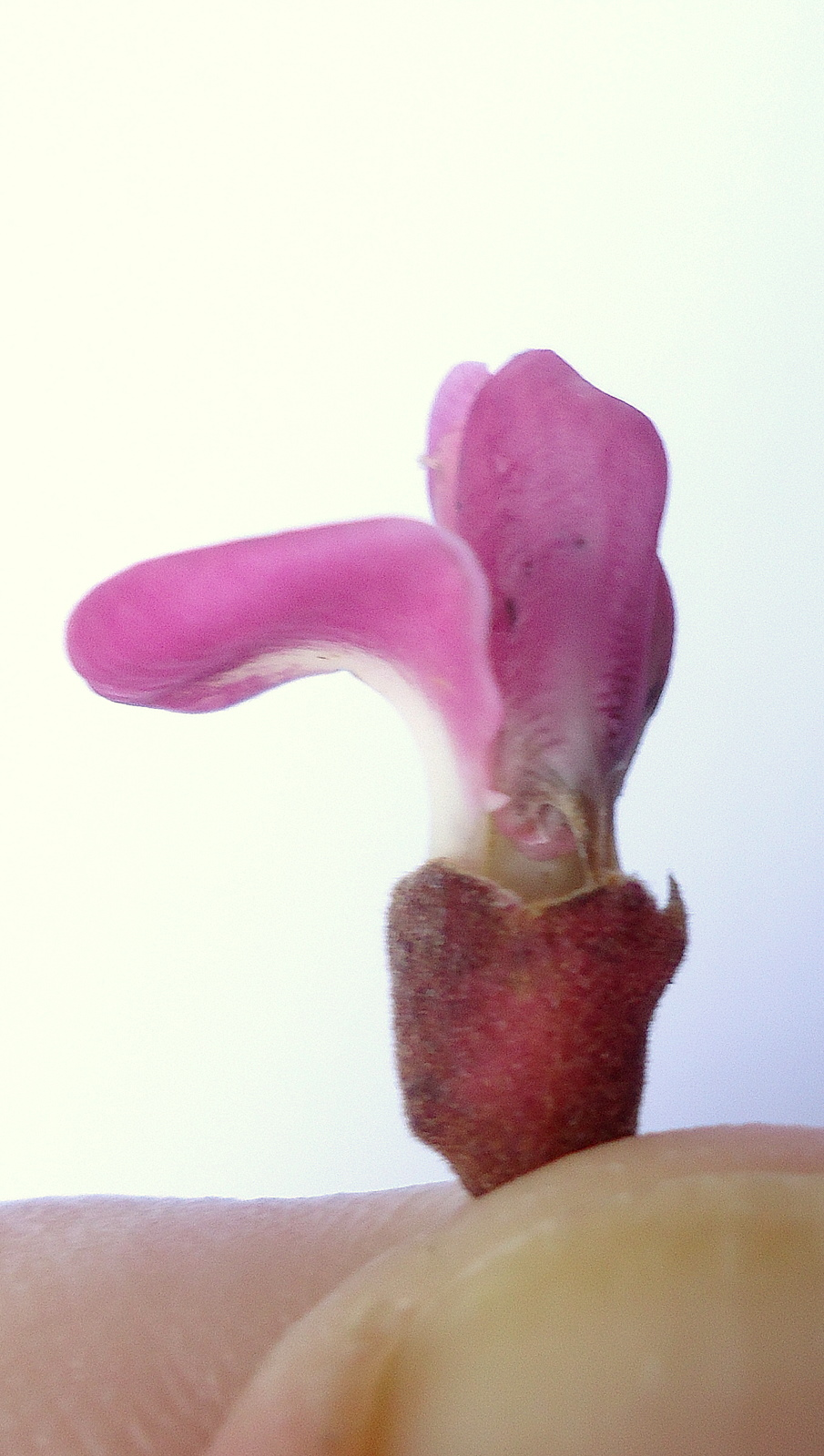
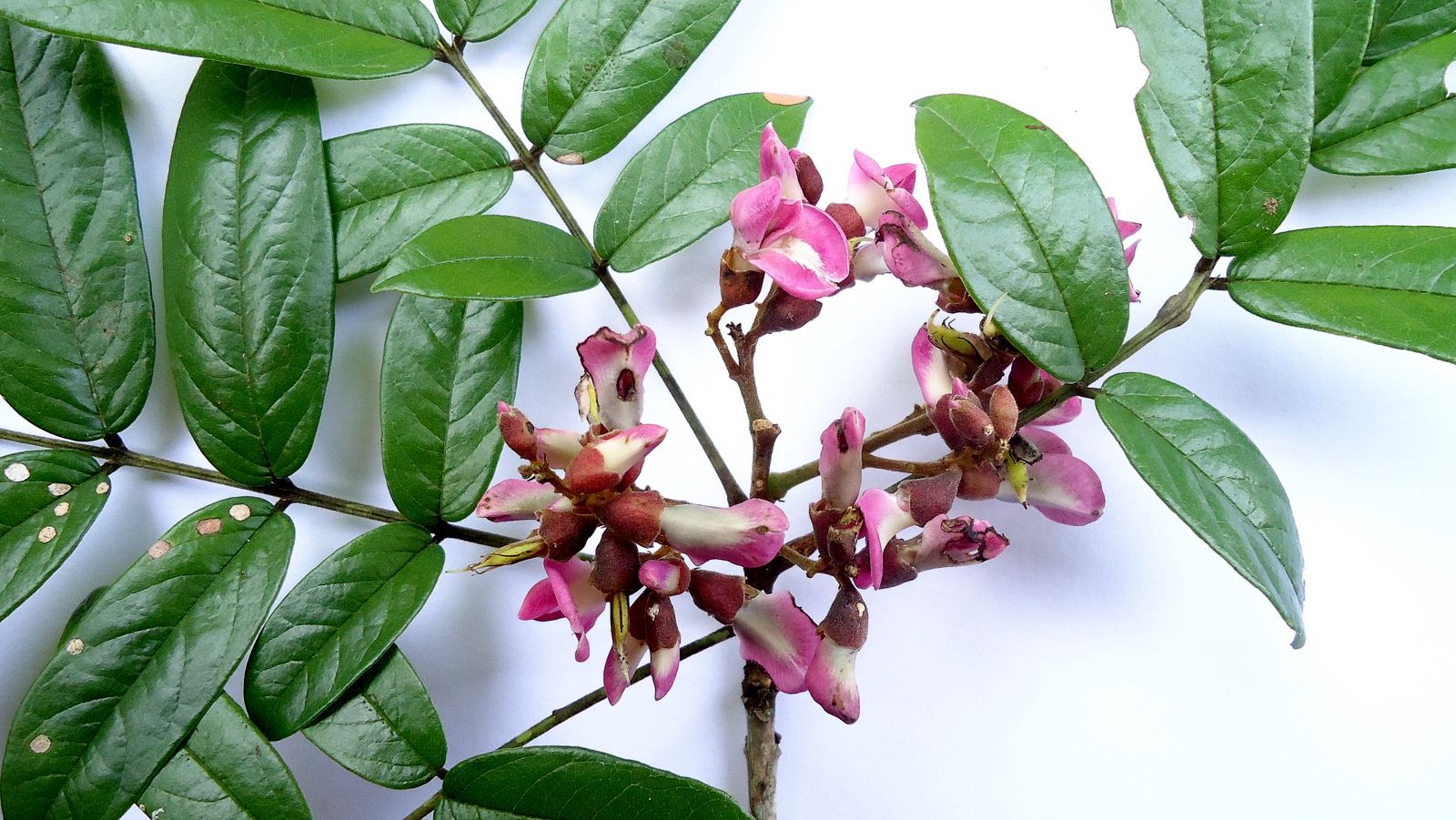
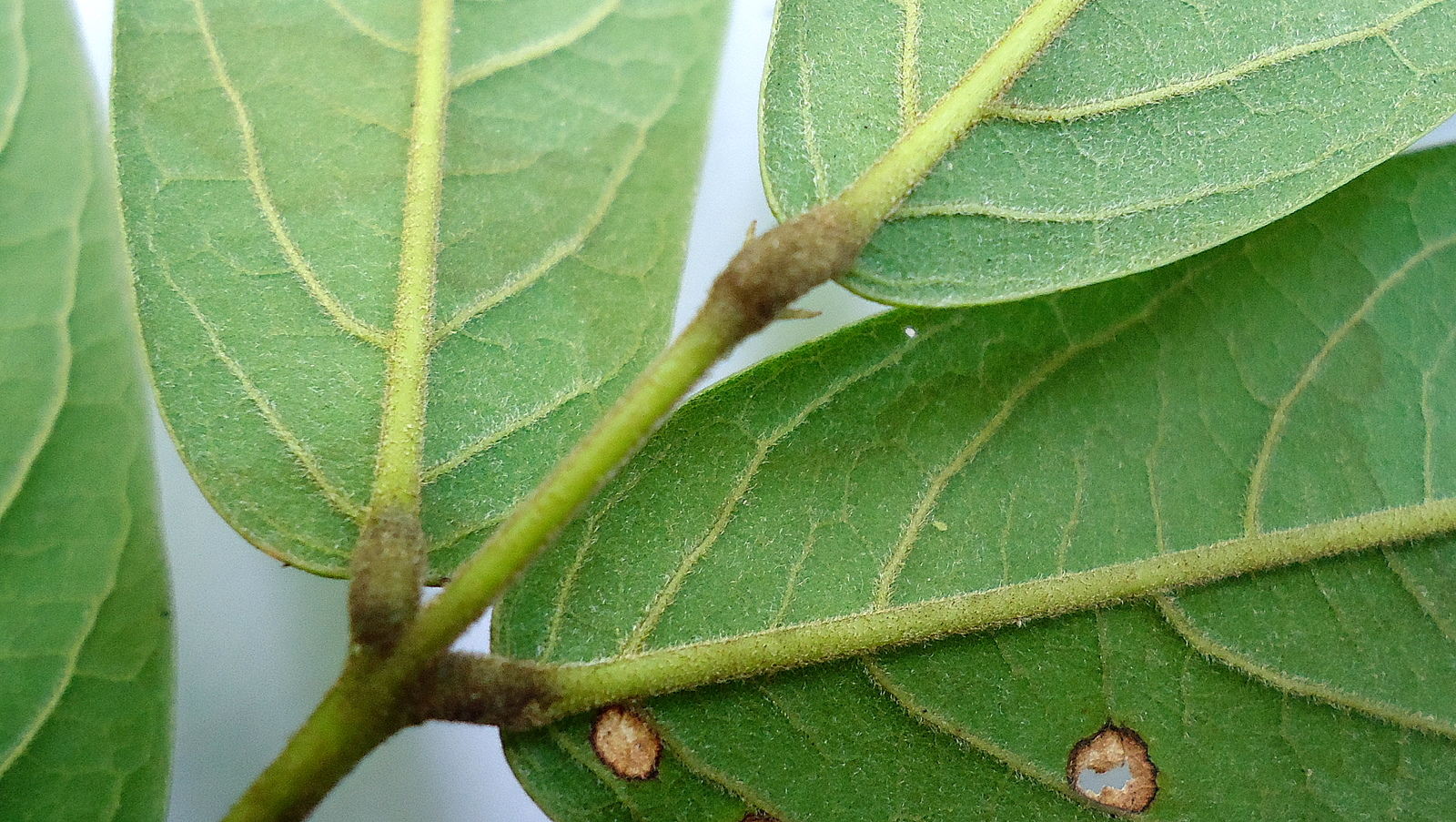